# INTASAT
INTASAT va ser el primer satèl·lit artificial científic espanyol. Llançat el 15 de novembre de 1974 en un coet Delta des de la Vandenberg Air Force Base i amb una vida útil de dos anys, transportava un far ionosfèric, experiment que la NASA va considerar de major interès general que l'estudi de raigs gamma previst inicialment.
El projecte va començar en 1968, a partir d'una iniciativa de l'Institut Nacional de Tècnica Aeroespacial d'Espanya (INTA). Participaren en el projecte, a més de l'INTA, Hawker Siddeley Dynamics (HSD) i Standard Electrica S.A., i van ser el project manager per part d'Espanya, Jose Luis Sagredo, responsable de l'experiment Ionospheric Beacon, i José Maria Dorado, responsable de les altres tasques. Va realitzar el viatge als Estats Units per al seu llançament en un vol regular i va entrar al país com a "valisa diplomàtica".